# Било би лако
Било би лако је песма српске музичке групе Бајага и инструктори. Првобитно је објављена на албуму У сали лом, десетом дугосвирајућем студијском издању ове групе, издатом 18. априла 2018. године за дискографске куће ПГП РТС и Croatia Records. Песма је 28. маја исте године издвојена као други сингл са овог албума.

## О песми
Момчило Бајагић Бајага је самостално написао музику и текст, док је у прављењу аранжмана сарађивао са двојицом колега из групе — Сашом Локнером и Жиком Миленковићем. Снимање је обављено у београдском студију О, а продуцент је био Саша Хабић. Песма се описује као рок балада са примесама кантрија. Први пут је јавно изведена 23. јула 2017. године, на концерту који су Бајага и инструктори одржали у башти Студентског културног центра Београд.

## Пријем међу слушаоцима и награде
Песма је 16. јуна 2018. изабрана за хит недеље на Радио Београду 202, у емисији Хит 202.